# Bernardino Caballero
Bernardino Caballero de Añasco y Melgarejo (Ybycuí, 20 maggio 1839 – Asunción, 26 febbraio 1912) è stato un militare e politico paraguaiano conservatore.

## Biografia
Fu presidente del Paraguay dal 4 settembre 1880 al 25 novembre 1886.
Arruolatosi come sottufficiale di cavalleria nell'esercito paraguaiano (1864), Caballero si distinse in quasi tutti i combattimenti della guerra della Triplice Alleanza (1864-1870), raggiungendo il grado di generale di divisione (1869).
Dopo la guerra Caballero fu comandante generale delle Forze Armate e ministro della Guerra e Marina. Guidò contro il presidente Salvador Jovellanos le rivoluzioni di Paraguarí (marzo 1873), che fallì, e di Campo Grande (febbraio 1874) che lo portò al Ministero dell'Interno.
Nel 1880, dopo la morte del presidente Cándido Bareiro e la rinuncia del vicepresidente Adolfo Saguier, Caballero fu eletto presidente provvisorio dal Congresso Nazionale (4 settembre 1880) e poi, eletto regolarmente nel 1882, rimase in carica fino al 1886. Cercò di risolvere le gravi tensioni politiche concedendo un'amnistia e richiamando in patria i paraguaiani emigrati per motivi politici (operazione culminata con l'elezione di alcuni oppositori liberali al Congresso Nazionale). Emanò una serie di provvedimenti di riforma della pubblica amministrazione e ottenne dall'Uruguay la cancellazione dei debiti di guerra (1883).
Nel 1887 si costituì sotto la sua presidenza l'Asociación Nacional Republicana (ANR, detta Partido Colorado), di orientamento conservatore. Caballero Appoggiò l'elezione presidenziale di Emilio Aceval (1898), ma dopo contrasti coi ministri lo rovesciò il 9 gennaio 1902 con l'aiuto del generale Patricio Escobar e del colonnello Juan Antonio Escurra.